# Carrello della spesa

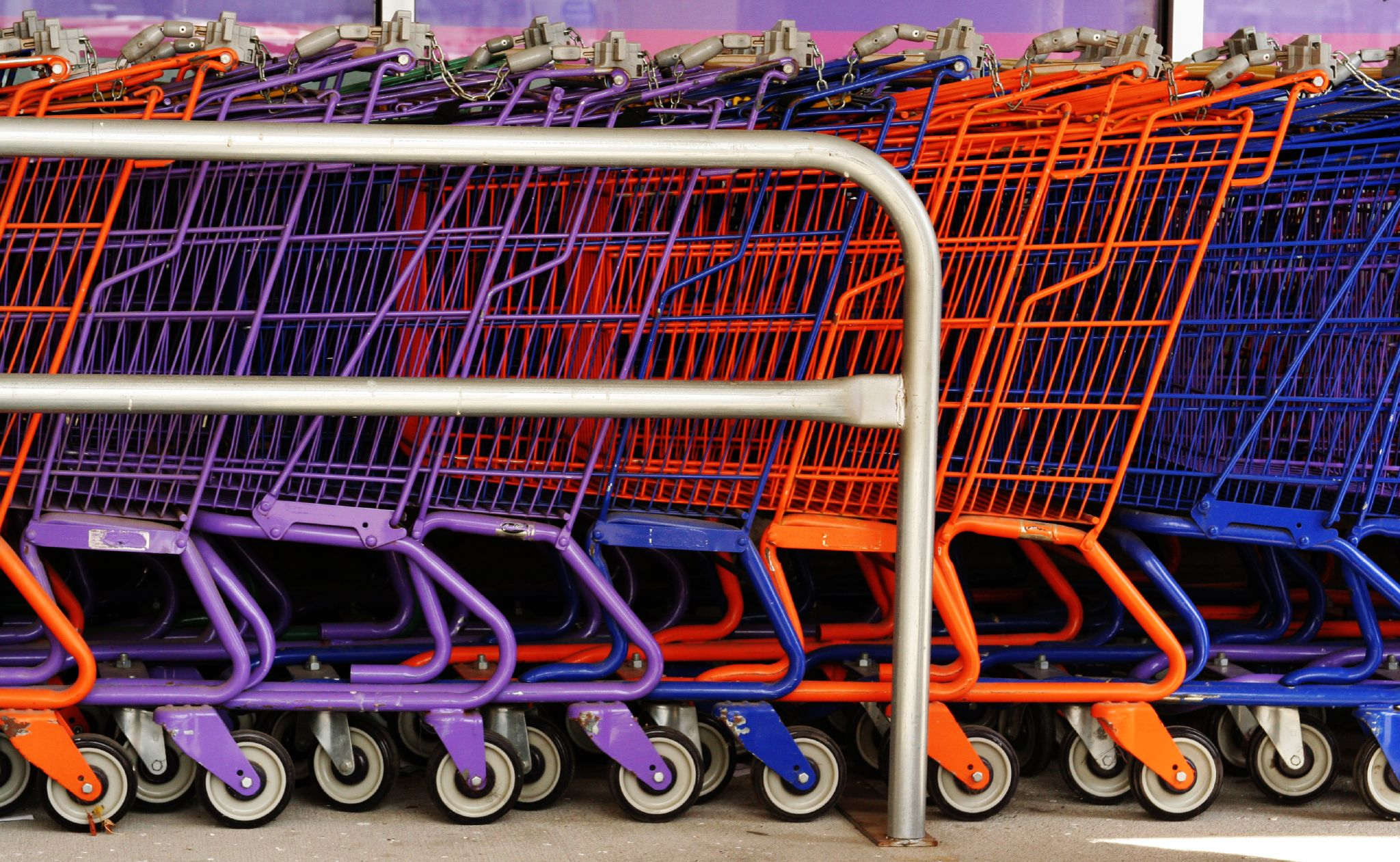
Una fila di carrelli della spesa, con il meccanismo sbloccante con moneta.

Un  carrello della spesa è un carrello solitamente utilizzato nei negozi, supermercati e centri commerciali dai clienti per trasportare la merce che si è comprata o che si andrà a comperare.

## Storia
Uno dei primi carrelli della spesa fu introdotto il 4 giugno 1937 dal suo inventore (Sylvan Goldman), proprietario del supermercato Humpty Dumpty a Oklahoma City. Una notte del 1936 Goldman ebbe infatti l'idea di appoggiare un cestino sulla seduta di una sedia a rotelle, in modo da trasportare agevolmente dentro di esso la merce spingendo la sedia dallo schienale.
Negli ultimi decenni i carrelli hanno sviluppato un design migliore rispetto ai primi; alcuni ricercatori hanno sviluppato dei prototipi di carrelli con annesso tablet PC.

## Descrizione

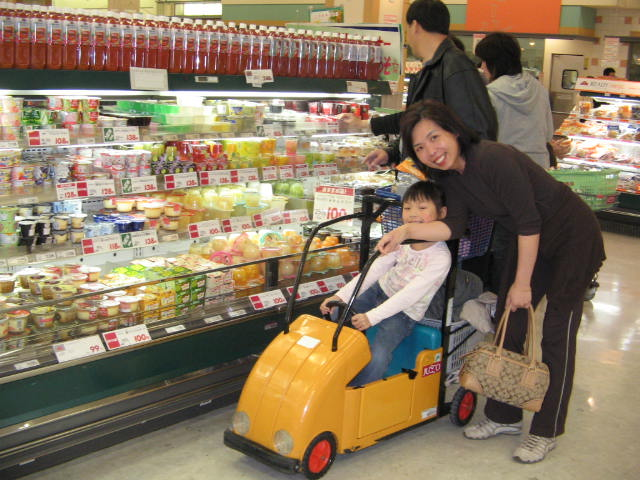
Un carrello che prevede uno spazio per i bambini

In generale i carrelli della spesa sono composti da metallo o plastica, a simulare un cesto rigido, dove è possibile alloggiare al suo interno la merce. Ne esistono di diverse forme e dimensioni, anche con uno spazio dedicato ad alloggiare un bambino (solitamente in una macchinina).
Solitamente i carrelli sono equipaggiati da quattro ruote girevoli per facilitare il loro direzionamento; il mancato funzionamento di una ruota può comportare il malfunzionamento dell'intero carrello.

## Cauzione

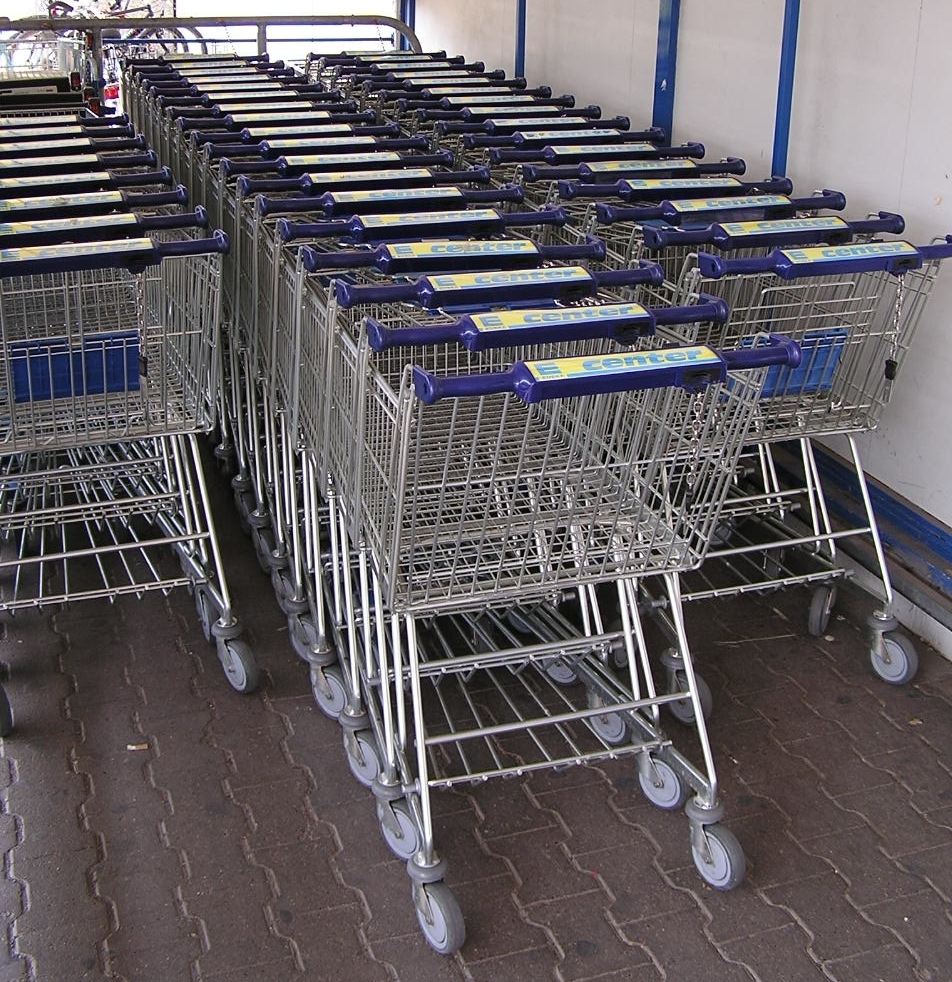
Carrelli chiusi da una catena

L'idea di un deposito cauzionale nacque da David J. Schonberg e fu brevettata nel 1991.
Oggi in molti Stati e negozi, il cliente deve inserire nel carrello un piccolo deposito cauzionale con una moneta (ad esempio 1 o 2 €) per poterlo sbloccare ed utilizzare.
Questa operazione è resa necessaria per far sì che una volta usati i carrelli vengano rimessi in ordine negli appositi spazi e non lasciati in giro.